# 블리자드 니모

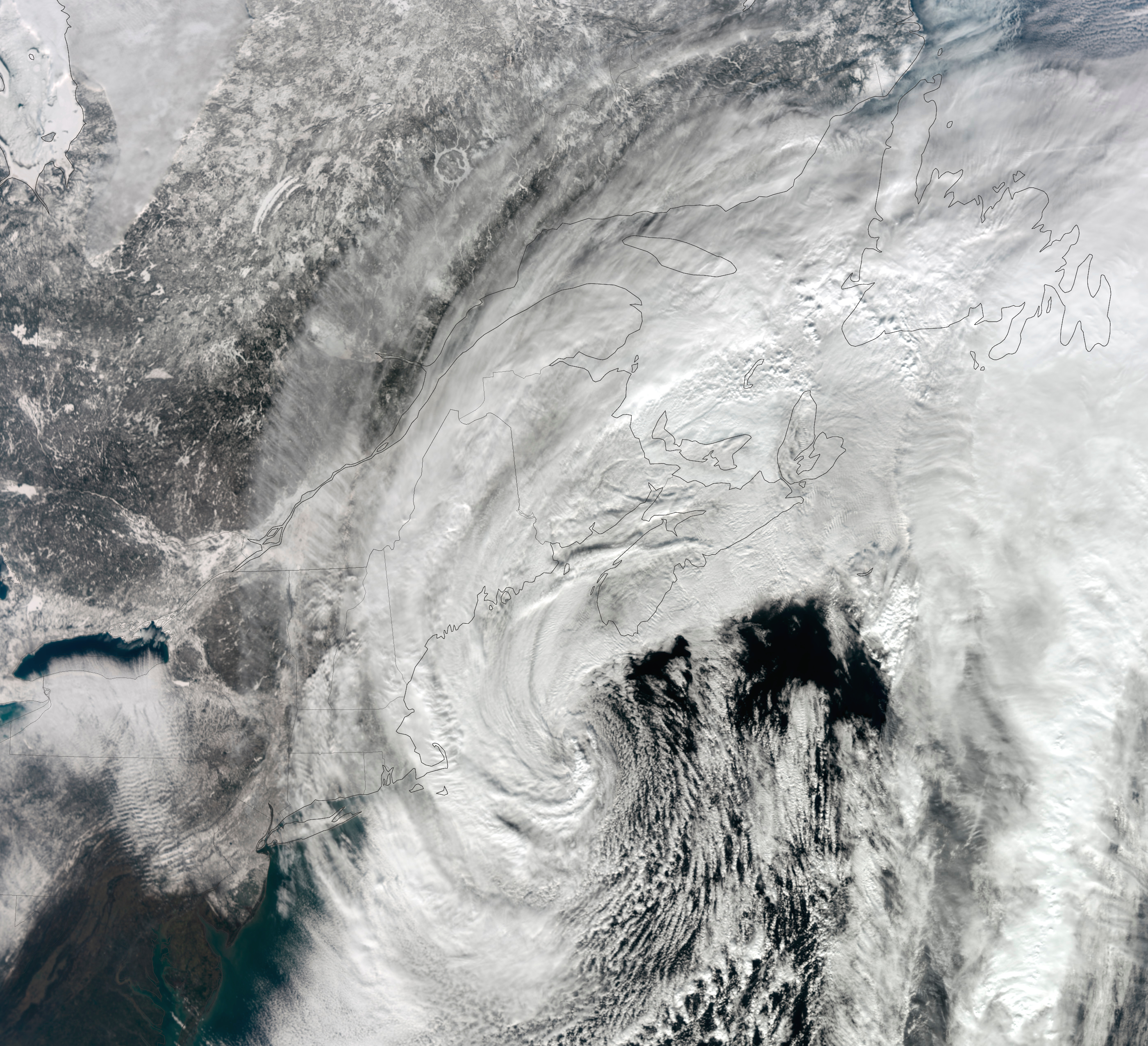

블리자드 니모(Blizzard Nemo)는 미국 북동부 지역과 캐나다 일부 지역에 영향을 끼친 블리자드이다. 2013년 1월 7일 발생하여 10일 사라졌다.